# لوردية فريزيا
لوردية فريزيا (بالهولندية: Heerlijkheid Friesland)‏ كانت سيادية إقطاعية بهولندا. تم تشكيلها عام 1524 عندما احتل كارلوس الخامس فريزيا أخيراً.